# AlascA
AlascA is een Nederlandse band die in 2010 werd opgericht door Frank Bond, Ferdinand Jonk, William Bond en Louis van Sinderen. De band speelt Engelstalige indie-folkmuziek en gaf in de periode tussen 2012 en 2018 drie albums uit. In 2011 richt de band het eigen platenlabel King Forward Records op dat vanaf 2016 wordt voortgezet door Frank Bond. 

## Geschiedenis

### Beginperiode 2010-2014:Actors & Liars
In 2010 stond de band in de finale van Grote Prijs van Nederland en in november van hetzelfde jaar werd de single Politics uitgegeven, geproduceerd en gemixt door Grammy-Award winnende producer Alan Branch die eerder onder andere samenwerkte met U2, Jeff Beck, Sinead O'Connor, Nine Inch nails, Primal Scream en The Cure. In dezelfde periode werd AlascA's nummer Icarus gebruikt door het Japanse elektronicabedrijf Toshiba in de promotievideo voor haar nieuwe netbooks.
Debuutalbum Actors and Liars, dat ook geproduceerd werd door Alan Branch, werd uitgegeven op 17 februari 2012 en werd door de pers en muziekcritici lovend ontvangen. Zo noemde muziekprofessor Leo Blokhuis de band "De muzikale belofte van 2012". De eerste week na release kwam het album binnen op 9 in de Nederlandse albumcharts en de 6 weken daarna bleef het in de top 60. De band speelde de week na de release bij De Wereld Draait Door. 
Alle artwork voor het debuutalbum en bijbehorende singles werd geleverd door fotograaf Koos Breukel.
Na de release speelde de band een clubtour in Nederland, enkele shows in Duitsland en tourde de band een maand door Italië. In oktober van 2012 tekende de band een Engelse platendeal. In 2013 stond AlascA op Eurosonic Noorderslag in Groningen en in maart van dat jaar werd de band uitgeroepen tot Radio2 Talent op Radio 2. 
Diezelfde maand werd Actors and Liars in Engeland uitgebracht, gevolgd door shows in Engeland waaronder in O2 Academy London, Saint Pancras en een show op het hoofdpodium van Deershed Festival. Op 1 juni 2013 speelde frontman Frank Bond in het voorprogramma van Sinead O'Connor in The Sage Gateshead, Newcastle (tegenwoordig The Glasshouse International Centre for Music).  
Singles 155 en I Will Go ontvingen airplay op BBC2 en BBC6. Radio-icoon "whispering" Bob Harris noemde het album "brilliant", Radio 6 DJ Chris Hawkins omschreef de muziek als "joyous positive nu-folk”. 
Na afloop van de tours in Engeland, Italië en Duitsland voor dit album verliet toetsenist William Bond de band in januari van 2015. Hij werd vervangen door Franks broer Paul Bond (artiestennaam P.J.M. Bond). 

### 2015-2016: Prospero
In maart van 2015 geeft de band haar tweede album Prospero uit. Dit album werd door de band zelf geproduceerd in de eigen studio (in de oude studio van The Cats op het terrein van Studio Arnold Mühren) en gemixt door Patrick Mühren. Voor de opnamen van het album en de liveshows werd de band versterkt door Maarten stok op basgitaar. De band gaf het album met een knipoog uit als een 25th anniversary release gezet in 2040. Het album is los gebaseerd op het toneelstuk The Tempest van William Shakespeare. Voor het album verwerkten de bandleden de invloeden van countrymuziek en Ennio Morricone in hun sound, die ze als grap "European country" noemden.  
Op de avond van de releaseshow in Paradiso, was de band opnieuw te gast bij De Wereld Draait Door. Trompettist Bo Floor van Jungle By Night speelde hierbij mee op single In Medias Res. Singles In Medias Res en The Prophet ontvingen airplay in Nederland op Radio 2 en in Engeland op BBC Radio 6.  
Net als het debuut Actors and Liars, ontving dit tweede album lovende recensies. Zo waardeerde Menno Pot van de Volkskrant dit album met vier sterren en omschreef het als "een rijk en veelkleurig rootsalbum".
Op 5 mei 2015 verscheen de BNNVara-documentaire Het Andere Geluid van Volendam van Allard Detiger over de band en broers Frank en Paul Bond.  
Op 13 december 2015 eindigde de band de Nederlandse clubtour voor dit album met een show in de grote zaal van Paradiso in Amsterdam. 

### 2016-2020: Plea for Peace
Vanaf de zomer van 2016 werkten de leden in de studio aan derde album Plea for Peace dat uitkwam op 12 oktober 2018. Martin Tol werd onderdeel van de band als nieuwe bassist. Het album werd gemixt door producer, technicus Marcel Fakkers (Paf! Studio, The Kik). Single Red Herring kreeg airplay op Radio 2. Single Plea for Peace werd gedraaid op BBC Radio 6 en later in 2019 ook in Nederland op Radio 2. De release werd opnieuw gevolgd door een clubtour in Nederland en shows in 2019 in Engeland in Dublin Castle en The Slaughtered Lamb in Londen.
In 2019 verliet drummer Louis van Sinderen de band. Robin Buijs, drummer van onder andere Alamo Race Track en Tangarine, was zijn vervanger, maar speelde uiteindelijk maar één show omdat de band tijdens de coronapandemie besloot op een hiatus te gaan.

### 2021-heden
In de zomer van 2022 keerde drummer Louis van Sinderen terug bij de groep. AlascA werkt sindsdien aan nieuwe muziek. De band bestaat nu uit Frank Bond, Ferdinand Jonk, Louis van Sinderen en Martin Tol. 

## Albums
| Album met eventuele hitnotering(en) in de Nederlandse Album Top 100 | Datum van verschijnen | Datum van binnenkomst | Hoogste positie | Aantal weken | Opmerkingen |
| ------------------------------------------------------------------- | --------------------- | --------------------- | --------------- | ------------ | ----------- |
| Actors & Liars                                                      | 17-02-2012            | 25-02-2012            | 9               | 5            |             |
| Prospero                                                            | 20-03-2015            |                       |                 |              |             |
| Plea For Peace                                                      | 12-10-2018            |                       |                 |              |             |

## Singles
| Single met eventuele hitnotering(en) in de Nederlandse Top 40 | Datum van verschijnen | Datum van binnenkomst | Hoogste positie | Aantal weken | Opmerkingen |
| ------------------------------------------------------------- | --------------------- | --------------------- | --------------- | ------------ | ----------- |
| Politics                                                      | 03-12-2010            | -                     | -               | -            |             |
| 155                                                           | 2011                  | -                     | -               | -            |             |
| I Will Go                                                     | 2012                  | -                     | -               | -            |             |
| Arms of the Arts                                              | 2012                  | -                     | -               | -            |             |